# ATOM ON SPHERE
ATOM ON SPHERE(アトム・オン・スフィア)は、日本のロックバンド。1990年代後半から日本のミクスチャー / オルタナティブシーンを牽引してきたアーティストが集結し2011年10月に結成され、ユニバーサルミュージックのレーベルNAYUTAWAVE RECORDSよりデビュー。

## メンバー
- SHIGEO：ボーカル、ギター

1974年10月14日生まれ、(ex-SBK）mold、the samosとしても活動中
- KEN LLOYD：ボーカル

1976年3月25日生まれ、OBLIVION DUST、FAKE?としても活動中
- 桜井誠：ドラムス

1979年2月7日生まれ、Dragon Ash、endiveとしても活動中
- ケイタイモ：ベース

1973年1月22日生まれ、(ex-BEAT CRUSADERS）WUJABINBIN、JOHNSON MOTORCARとしても活動中

## 概要
SHIGEOがSBKの解散を機に新しいバンドメンバーを探し始めたのがきっかけである。各メンバーが若い時に影響を受けた80年代後半のマッドチェスターと呼ばれるムーブメントにて活躍したThe Stone RosesやNew Order、The Cureなど、ロックとダンスミュージックが融合したUKロックを背景に昇華させたダンスミュージックが特徴。バンド名の由来は、いくつか候補の挙がった中より、抽象的印象を持たせることや唯一しっくりきたとの理由で決定した。

## 来歴
2011年
- 10月8日、The SAMOSの自主企画イベント「BORDER RUNNER vol.3」のシークレットゲストとして初ライブ
- 12月21日、1stアルバムリリース
- 12月23日、ATOM ON SPHERE（アルバム）発売記念RELEASE PARTY開催
- 12月28日、COUNT DOWN JAPAN 11/12出演

2012年
- 2月17日、Ray-Van Night@渋谷 club asia出演
- 3月15日、StarFes.（日本一早い夏フェス）出演
- 3月19日、Warp-D-Vision #2出演
- 4月7日、宮崎にてライブ開催

## ディスコグラフィ

### アルバム
・ATOM ON SPHERE（2011年12月21日）ユニバーサルミュージック (日本) UPCH-20265/iTunes
1. Molotov
2. Telephone Eyes
3. Swallow
4. My Vision
5. Goodnight Blue
6. Stars
7. 1993
8. Useless Kind
9. Where’s The Love?
10. Keep Me On

・The Secret Life Of Mine（2019年4月16日）INNOVATOR RECORDS ATOM-0001/iTunes他
1. Butcher Maze
2. Dead BaNery
3. Doves
4. Love Like I Do
5. Kick The Habit
6. War
7. My Cure
8. Secret Life Of Mine
9. Sound
10. Getaway

### シングル
1. Secret Life Of Mine（2019年2月24日）INNOVATOR RECORDS iTunes他
2. Doves（2019年3月25日）INNOVATOR RECORDS iTunes他